# Software libero pensiero libero - Volume primo
Software libero pensiero libero è un saggio di Richard Stallman pubblicato in Italia da Stampa Alternativa in due volumi separati nel 2003 e 2004.
Questo libro, primo di due volumi, raccoglie gli scritti e gli interventi di Richard Stallman, l'ideatore del movimento del software libero e del progetto GNU, qui raccolti in volume per la prima volta.
Una selezione dei suoi saggi che analizzano le dinamiche più attuali dell'era digitale, tra etica e legge, business e software, libertà individuale e società trasparente. Dagli abusi del copyright alla necessità del copyleft (permesso d'autore) fino ai pericoli dei brevetti sul software.
La traduzione è a cura di Bernardo Parrella e del gruppo traduttori italiani del progetto GNU.

## I capitoli
Il libro, con introduzione di Bernardo Parrella, è suddiviso in due parti.

### Parte prima: Il progetto GNU e il software libero
- Il progetto GNU
- Il manifesto GNU
- La definizione di software libero
- Perché il software non dovrebbe avere padroni
- Cosa c'è in un nome?
- Perché "software libero" è da preferire a "open source"
- Rilasciare software libero se lavorate all'università
- Vendere software libero
- Il software libero ha bisogno di documentazione libera
- La canzone del software libero

### Parte seconda: Copyright, copyleft e brevetti
- Il diritto di leggere
- L'interpretazione sbagliata del copyright - una serie di errori
- La scienza deve mettere da parte il copyright
- Cos'è il copyleft
- Copyleft: idealismo pragmatico
- Il pericolo dei brevetti del software

## Licenza
Il libro è stato rilasciato con licenza copyleft e quindi si consente la copia letterale e la distribuzione di uno o di tutti gli articoli di questo libro, nella loro integrità, a condizione che su ogni copia sia mantenuta la citazione del copyright e questa nota.
Il libro è liberamente scaricabile dal sito del progetto GNU: Software libero Pensiero libero Volume primo.

## Edizioni
- Richard Stallman, Software libero Pensiero libero Volume primo (PDF), Stampa Alternativa, 2003,  p. 192, ISBN 978-88-7226-754-7. URL consultato il 3 luglio 2010 (archiviato dall'url originale il 7 luglio 2007).